# St. Clair County (Missouri)
St. Clair County is een county in de Amerikaanse staat Missouri.
De county heeft een landoppervlakte van 1.753 km² en telt 9.652 inwoners (volkstelling 2000). De hoofdplaats is Osceola.